# Autoroute A2 (Bulgarie)
Pour les articles homonymes, voir Autoroute A2.
L’autoroute Hemus (en bulgare : Автомагистрала Хемус, sigle A2), une autoroute en Bulgarie qui commence à Sofia et se termine à Varna,.

## Présentation
L'autoroute Hemus est une autoroute partiellement construite.
Sa longueur prévue est de 418 km, dont 191 km sont en service en octobre 2022.
L'autoroute en service est divisée en deux tronçons : le premier relie la capitale Sofia au village de Boaza près de Yablanitsa, en traversant Stara planina (Grand Balkan), et le deuxième tronçon relie Varna et Buhovtsi (en) près de Targovishte.
Selon le projet, l'autoroute Hemus reliera Sofia à Varna la troisième plus grande ville de Bulgarie, sur la côte de la mer Noire, en faisant partie de la route européenne 70 (Varna-Choumen), de la route européenne 772 (Choumen-Yablanitsa) et de la route européenne 83 (Yablanitsa- Sofia).

## Sorties
| Sortie | km    | Destinations                   | Voies | État            |
| ------ | ----- | ------------------------------ | ----- | --------------- |
|        | 0     | Ceinture périphérique de Sofia |       | En service      |
|        | 1.4   | Dolni Bogrov                   |       | En service      |
|        | 8.4   | Yana                           |       | En service      |
|        | 21.7  | Potop                          |       | En service      |
|        | 30.2  | Vitinya                        |       | En service      |
|        | 33    | Vitinya (1195m)                |       | En service      |
|        | 35.2  | Vitiska reka                   |       | En service      |
|        | 39.6  | Topli Dol (883m)               |       | En service      |
|        | 42    | Echemishka (775m)              |       | En service      |
|        | 47    | Botevgrad                      |       | En service      |
|        | 52.7  | Pravets                        |       | En service      |
|        | 54.7  | Praveshki Hanove (871m)        |       | En service      |
|        | 60.4  | Osikovska Lakavitsa            |       | En service      |
|        | 67.8  | Dzhurovo                       |       | En service      |
|        | 74.6  | Yablanitsa                     |       | En service      |
|        | 78.5  | Prelog                         |       | En service      |
|        | 87.8  | Boaza                          |       | En service      |
|        | 103.2 | Dermantsi                      |       | En construction |
|        | 115.6 | Ugarchin                       |       | En construction |
|        | 121.8 | Kalenik                        |       | En construction |
|        | 139.3 | Pleven, Lovech                 |       | En construction |
|        | 153.1 | Drenov                         |       | Appel d'offres  |
|        | 167.6 | Letnitsa                       |       | Appel d'offres  |
|        | 171.5 | Krushuna                       |       | Appel d'offres  |
|        | 190   | Butovo                         |       | Appel d'offres  |
|        | 195.3 | Pavlikeni                      |       | Appel d'offres  |
|        | 204.8 | Daskot                         |       | Appel d'offres  |
|        | 222.7 | Polikraishte, Veliko Tarnovo   |       | Appel d'offres  |
|        | 265.6 | Kovachevsko kale               |       | Planifié        |
|        | 299   | Loznitsa                       |       | Appel d'offres  |
|        | 310.9 | Buhovtsi                       |       | En service      |
|        | 327.2 | Belokopitovo                   |       | En service      |
|        | 338   | Choumen-est                    |       | En service      |
|        | 348.6 | Kaspichan, Novi Pazar          |       | En service      |
|        | 357   | Nevsha                         |       | En service      |
|        | 361.8 | Mlada Gvardiya                 |       | En service      |
|        | 372   | Provadia-nord                  |       | En service      |
|        | 380.3 | Provadia-east, Gabarnitsa      |       | En service      |
|        | 387.3 | Devnya                         |       | En service      |
|        | 392.5 | Povelyanovo                    |       | En service      |
|        | 398   | Slanchevo                      |       | En service      |
|        | 408   | Aéroport de Varna              |       | En service      |
|        | 418   | Varna-ouest                    |       | En service      |

## Galerie

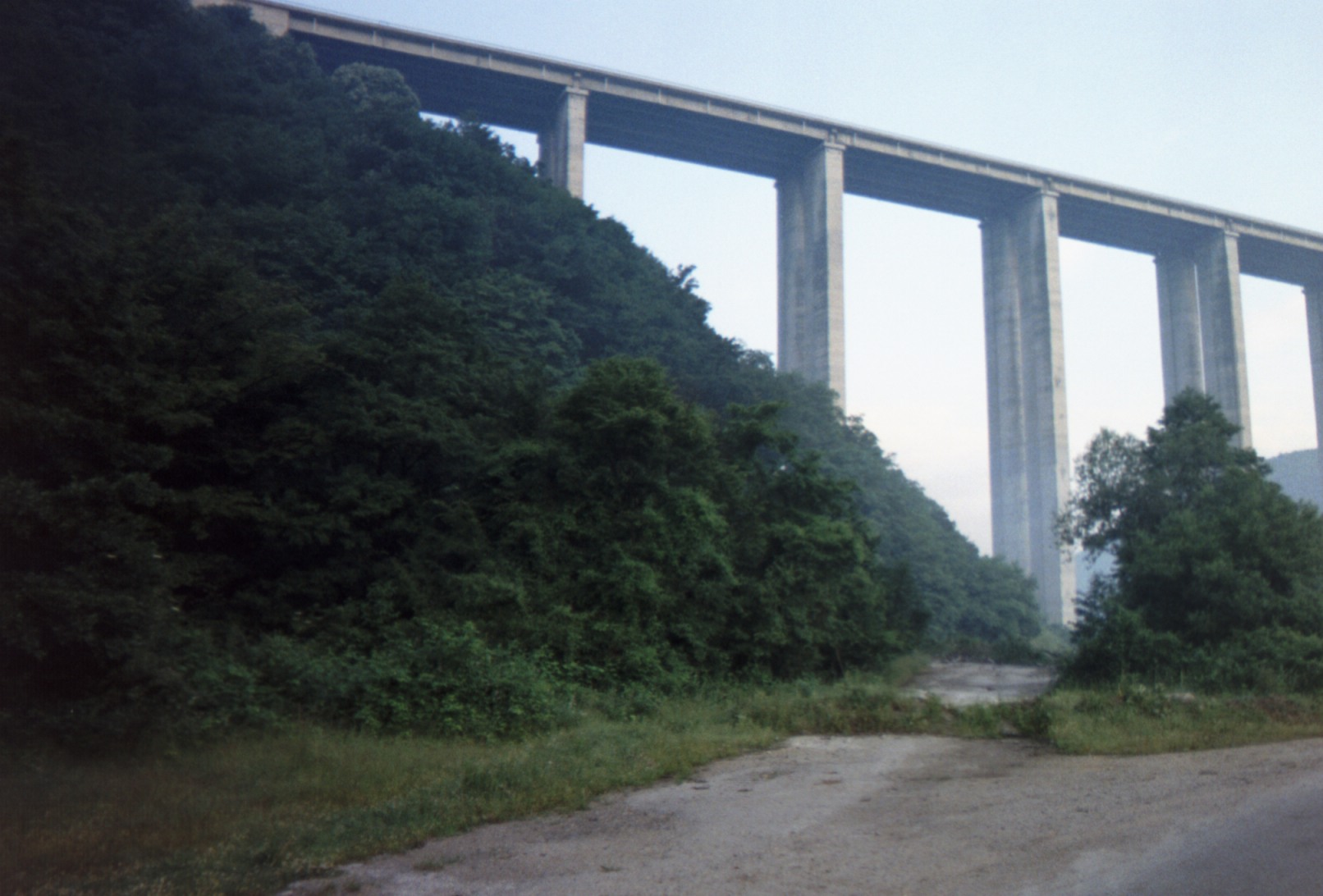
Le Viaduc de Vitinya
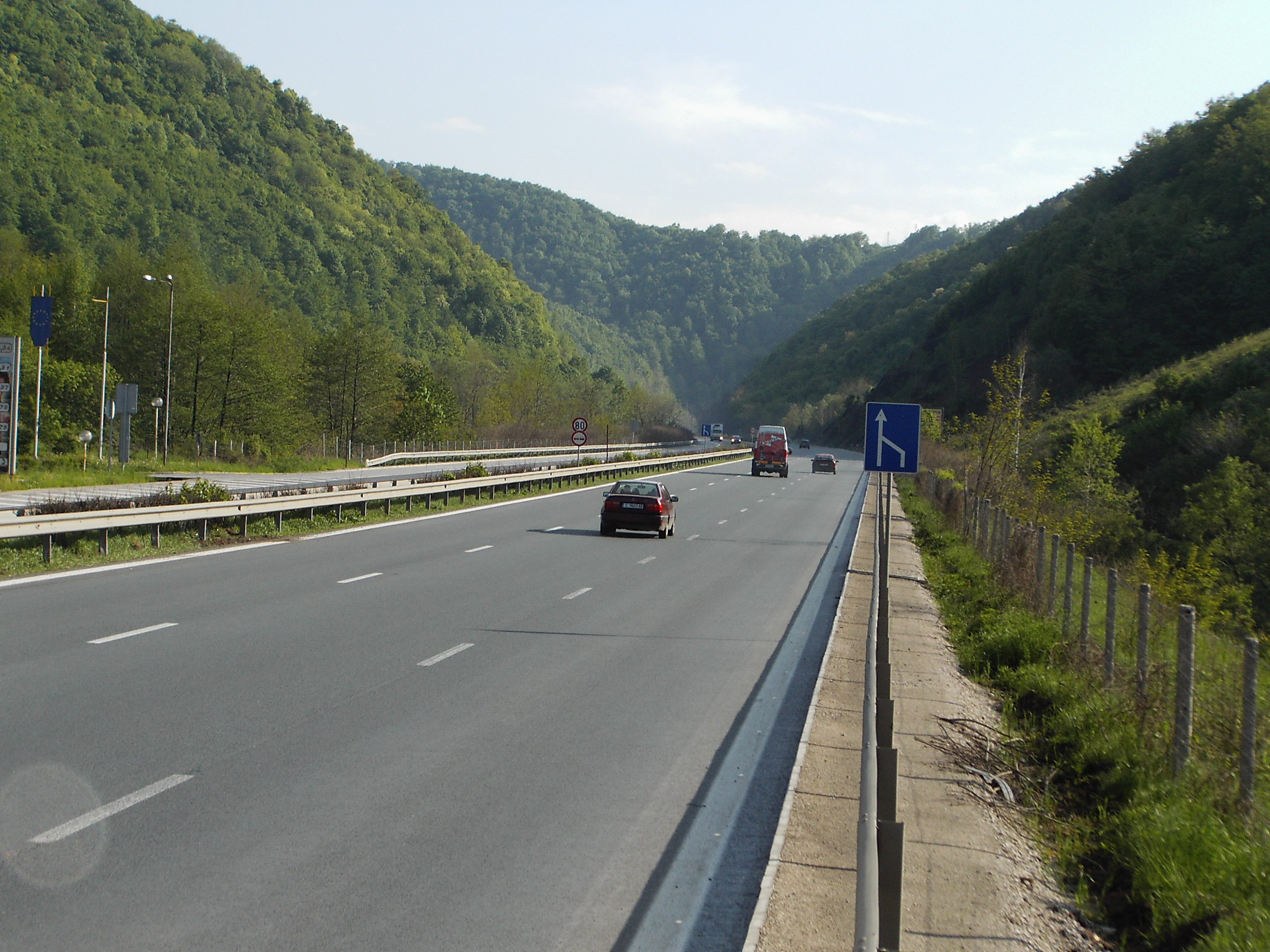
L'autoroute à Vitinya
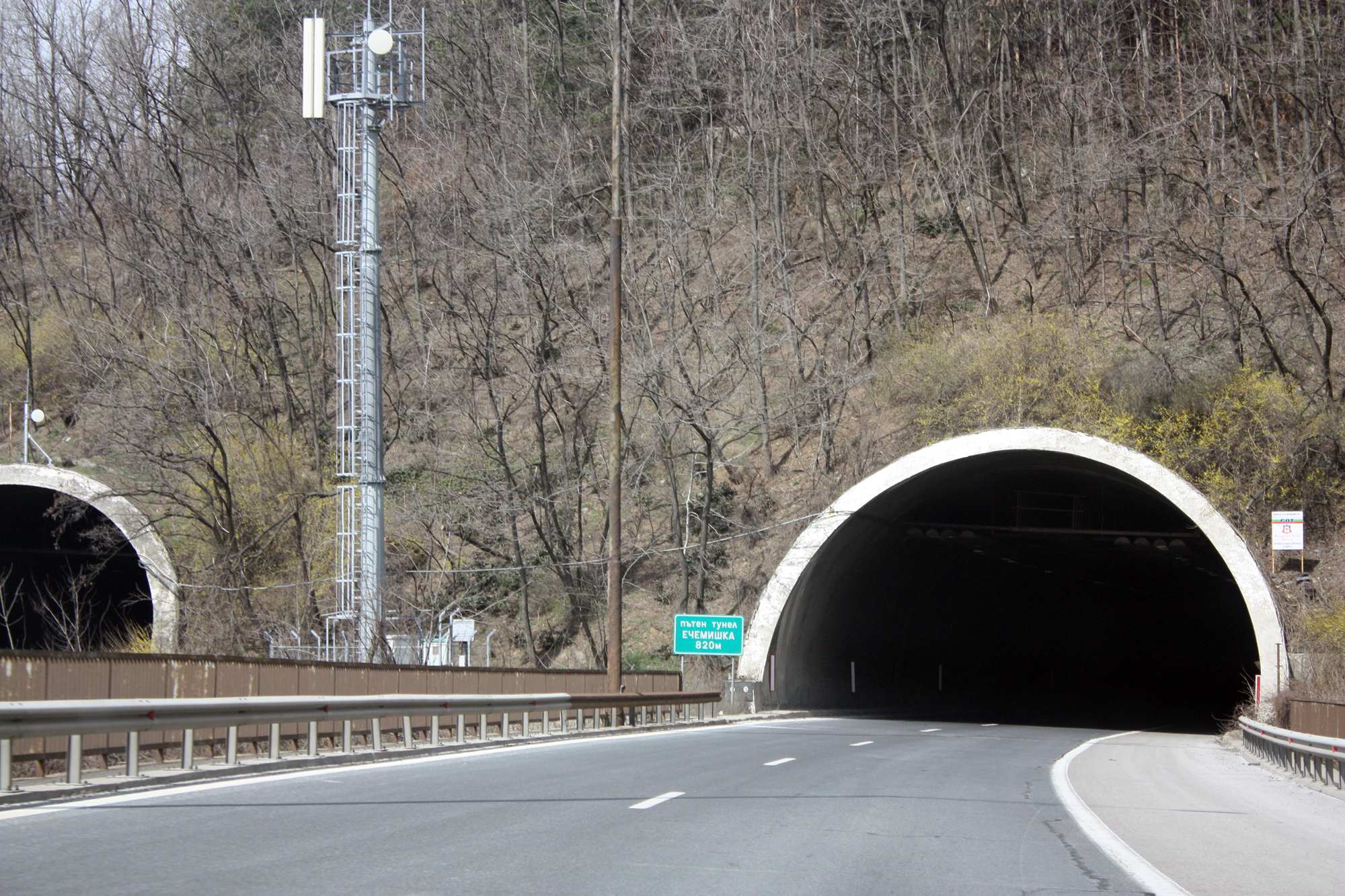
Le tunnel d’Echemishka.
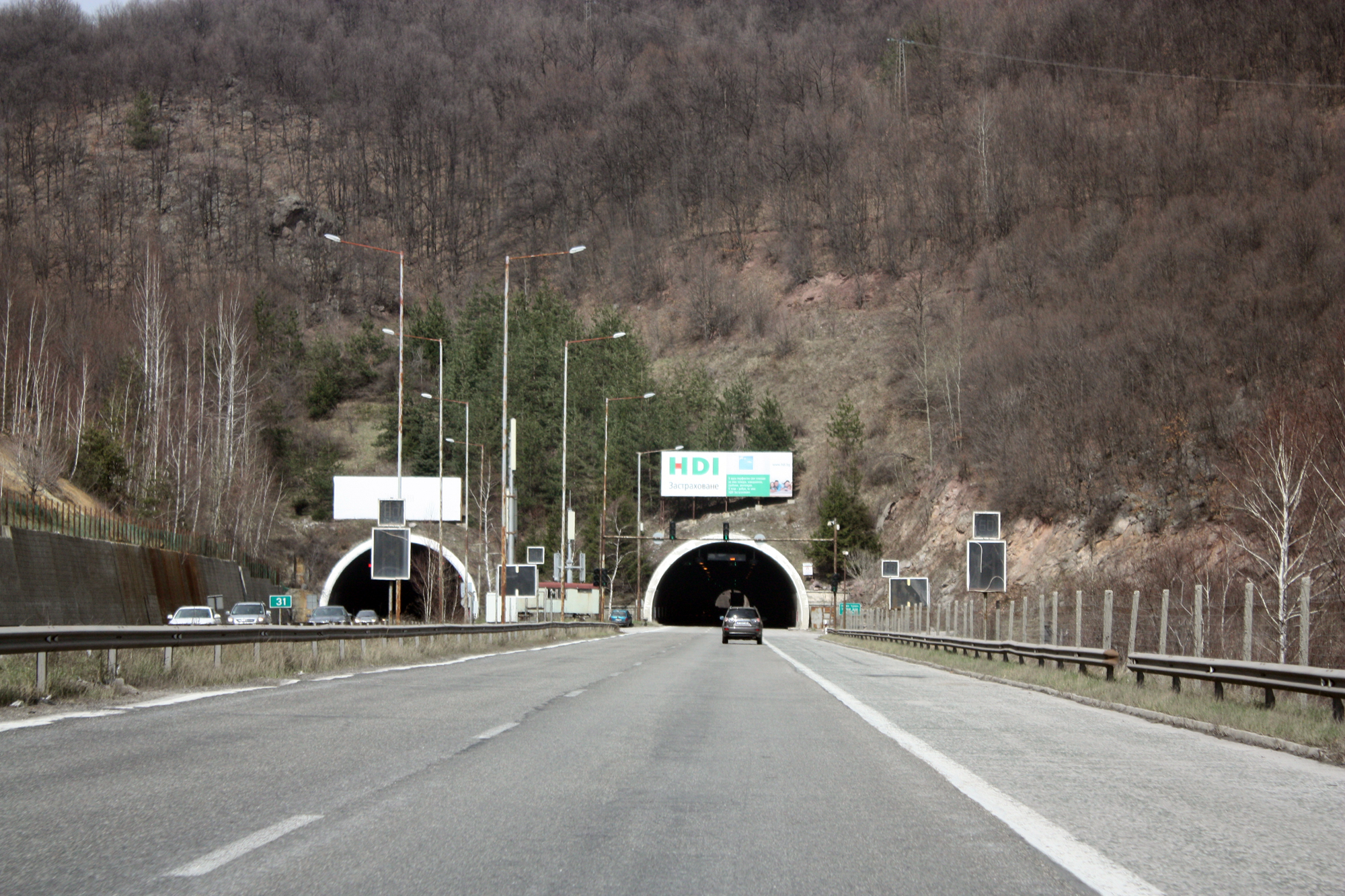
Le tunnel de Topli Dol.